# Franz Karl của Áo
Franz Karl Joseph của Áo (17 tháng 12 năm 1802 - 8 tháng 3 năm 1878) là thành viên của Vương tộc Habsburg-Lothringen. Ông là cha của hai hoàng đế: Franz Joseph I của Áo và Maximiliano I của México. Thông qua người con trai thứ ba Karl Ludwig, ông là ông nội của Đại vương công Franz Ferdinand của Áo - người bị các phần tử Serbia ám sát và châm ngòi cho các cuộc chiến dẫn đến sự bùng nổ của Thế chiến thứ nhất - và là ông cố của hoàng đế cuối cùng của Áo-Hung, Karl I.

## Cuộc sống đầu đời
Franz Karl sinh ra ở Vienna, là con trai thứ ba của Hoàng đế Francis II của Thánh chế La Mã sau cuộc hôn nhân thứ hai với Maria Teresa của Napoli và Sicilia , con gái của Ferdinando I của Hai Sicilie và Maria Karolina của Áo. Vào ngày 4 tháng 11 năm 1824 tại Vienna, ông kết hôn với Sophie của Bayern thuộc Vương tộc Wittelsbach, con gái của Vua Maximilian I Joseph xứ Bavaria với người vợ thứ hai Caroline xứ Baden. Em gái cùng cha khác mẹ của Sophie, Caroline Augusta của Bayern vào thời điểm này là mẹ kế của Franz Karl, đã kết hôn với người cha góa ba lần của mình vào năm 1816.
Franz Karl là một người đàn ông không có tham vọng và nói chung là kém hấp dẫn, mặc dù ông cùng với chú của mình là Đại công tước Ludwig, một thành viên của hội đồng Geheime Staatskonferenz, sau khi Hoàng đế Franz II qua đời đã Nhiếp chính Đế chế Áo thay cho người anh trai mắc bệnh tâm thần là Hoàng đế Ferdinand từ năm 1835 đến năm 1848. Tuy nhiên, các quyết định thực sự được đưa ra bởi Tể tướng của Đế quốc Áo Klemens Wenzel von Metternich và đối thủ của ông là Bá tước Franz Anton von Kolowrat-Liebsteinsky. Vợ ông, Sophie, đã chuyển tham vọng của mình, khi bà thúc giục Franz Karl từ bỏ tuyên bố lên ngôi vào thời điểm anh trai ông thoái vị vào ngày 2 tháng 12 năm 1848, để con trai cả của họ là Franz Joseph I lên ngôi.

## Qua đời và chôn cất
Đại công tước Franz Karl qua đời tại Vienna vào năm 1878, sáu năm sau cái chết của vợ ông. Franz Karl được chôn cất tại Hầm mộ hoàng gia ở Nhà thờ Capuchin. Franz Karl là người Nhà Habsburg cuối cùng có các cơ quan của cơ thể được chôn cất tại Ducal Crypt của Nhà thờ St. Stephen, Vienna và trái tim được đặt tại Herzgruft của Nhà thờ Augustinian theo nghi thức gia tộc kéo dài hàng thế kỷ.

## Hậu duệ
| Tên | Sinh                 | Mất                  | Notes |
| --- | -------------------- | -------------------- | --- |
| Bởi Sophie của Bayern (27 tháng 1 năm 1805 – 28 tháng 5 năm 1872; kết hôn vào ngày 4 tháng 11 năm 1824 tại Nhà thờ St. Augustine, Viên) |                      |                      | |
| Hoàng đế Franz Joseph | 18 tháng 8 năm 1830  | 21 tháng 11 năm 1916 | Kế vị ngôi Hoàng đế Áo; kết hôn với người em họ đầu tiên của mình Elisabeth, Nữ công tước xứ Bayern, và có hậu duệ |
| Hoàng đế Maximilian | 6 tháng 7 năm 1832   | 19 tháng 6 năm 1867  | Được tuyên bố là Hoàng đế Mexico bị xử tử kết hôn với Charlotte, Vương nữ của Bỉ, không có con |
| Karl Ludwig | 30 tháng 7 năm 1833  | 19 tháng 5 năm 1896  | Kết hôn lần 1 với em họ đời đầu của ông là Margaretha, Vương nữ Sachsen, (1840–1858) từ năm 1856 đến năm 1858, không có con; Kết hôn lần 2 với Maria Annunziata, Vương nữ của Hai Sicilia (1843–1871) từ năm 1862 đến năm 1871, có con (ba con trai và một con gái) và kết hôn lần 3 với Maria Theresia, Vương nữ của Bồ Đào Nha, (1855–1944), từ năm 1873 đến năm 1899, có con (hai con gái) |
| Maria Anna | 27 tháng 10 năm 1835 | 5 tháng 2 năm 1840   | Mất khi còn nhỏ, không có con |
| Con trai chết lưu | 24 tháng 10 năm 1840 | 24 tháng 10 năm 1840 | |
| Ludwig Viktor | 15 tháng 5 năm 1842  | 18 tháng 1 năm 1919  | Chết khi chưa kết hôn, không có con |